# Escut de Demiansk
L'escut de Demiansk (alemany: Ärmelschild Demjansk) va ser una condecoració militar alemanya de la Segona Guerra Mundial concedida al personal de la Wehrmacht que va lluitar a la bossa de Demiansk al front oriental els primers mesos de 1942. La bossa de les tropes alemanyes havia estat encerclada i aïllada per l'Exèrcit Roig al voltant de Demiansk, al sud de Leningrad, i va ser defensat amb èxit amb l'ajuda d'un pont aeri. L'escut va ser instituït el 25 d'abril de 1943 per Adolf Hitler i no va ser atorgat després de l'1 de juliol de 1944.

## Criteris de concessió
El període de qualificació va ser del 8 de febrer al 21 d'abril de 1942. El requisit per a les unitats terrestres era un servei honorable a la zona assetjada durant 60 dies, o un període més curt si resultava ferit. El personal de la Luftwaffe va requerir 50 missions de combat o de reabastiment a la zona assetjada.
Aproximadament 100.000 personal de servei es va qualificar per a l'escut, amb fins a cinc exemplars emesos a cada destinatari, cosa que els permet fixar-los permanentment a cada guerrera i abric.

## Disseny
L'escut es va encunyar i es va produir en zinc rentat amb plata i més tard en zinc pla. Presenta al seu vèrtex una àguila amb les ales abaixades que agafa una corona de llorer que envolta una esvàstica. Això està flanquejat per dues búnquers de troncs amb espitlleres, amb la inscripció "DEMJANSK" en majúscules a continuació. La part central de l'escut presenta un avió monomotor frontal darrere de dues espases creuades i, a la base, l'any "1942". Existeixen dues variacions menors de l'hèlix de l'avió amb una hèlix corba o recta. L'escut mesura 51 mm d'ample i 92 mm d'alçada.
Es col·locava a la màniga superior esquerra de l'uniforme mitjançant un drap que coincidia amb el color de l'uniforme del destinatari:
- Verd-gris clar (gris camp) per al Heer (exèrcit)
- Blau per a la Luftwaffe (força aèria)
- Negre per a unitats Panzer (blindades).
- Gris camp per a les Waffen-SS

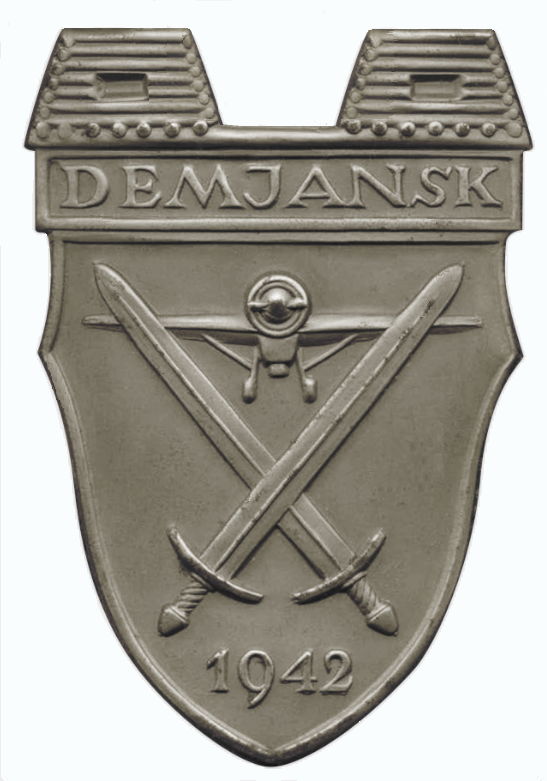
Versió de postguerra desnazificada

Quan el destinatari rebia més d'un escut de campanya, l'anterior es va portar per sobre dels premis posteriors.
Després d'una prohibició inicial, la República Federal d'Alemanya va tornar a autoritzar el lluïment de moltes decoracions militars de la Segona Guerra Mundial el 1957. Aquestes incloïen l'Escut de Demiansk, redissenyat eliminant l'emblema de l'àguila i l'esvàstica a la part superior de la insígnia. Els membres del Bundeswehr podien portar l'escut a la barra de la cinta, representat per una petita rèplica del premi en una cinta grisa de camp.